# Silnice II/140
Silnice II/140 je komunikací II. třídy v Jihočeském kraji, v okrese Písek a Strakonice.
Propojuje mezi sebou silnici I/20 v Písku se silnicí I/22 v obci Drahonice, dále pak silnici II/141 a jejím prostřednictvím i silnici II/142 ve městě Bavorov.
Její celková délka je 22,6 km. Přímo na této silnici není žádná čerpací stanice PHM.

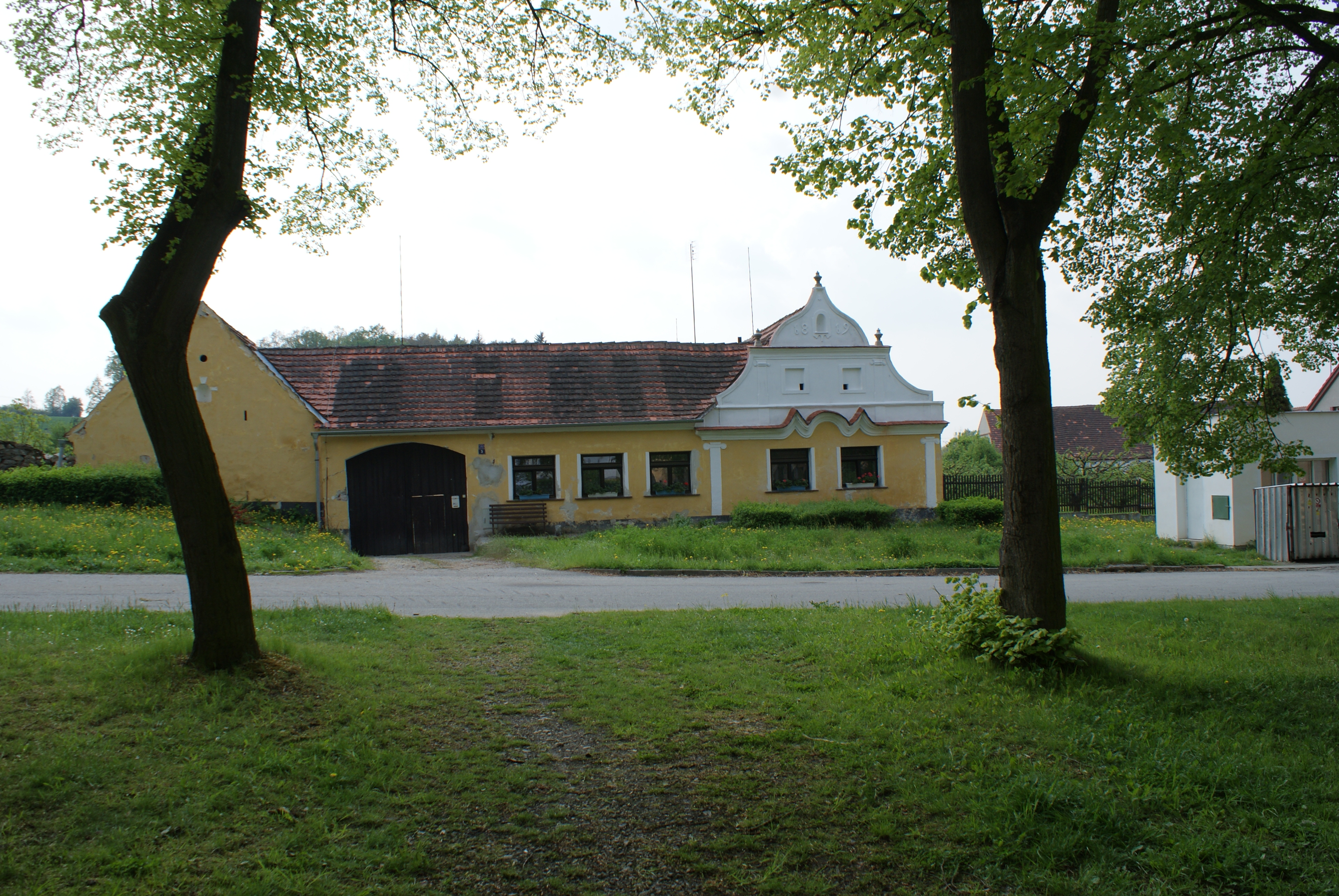
Ražice náves

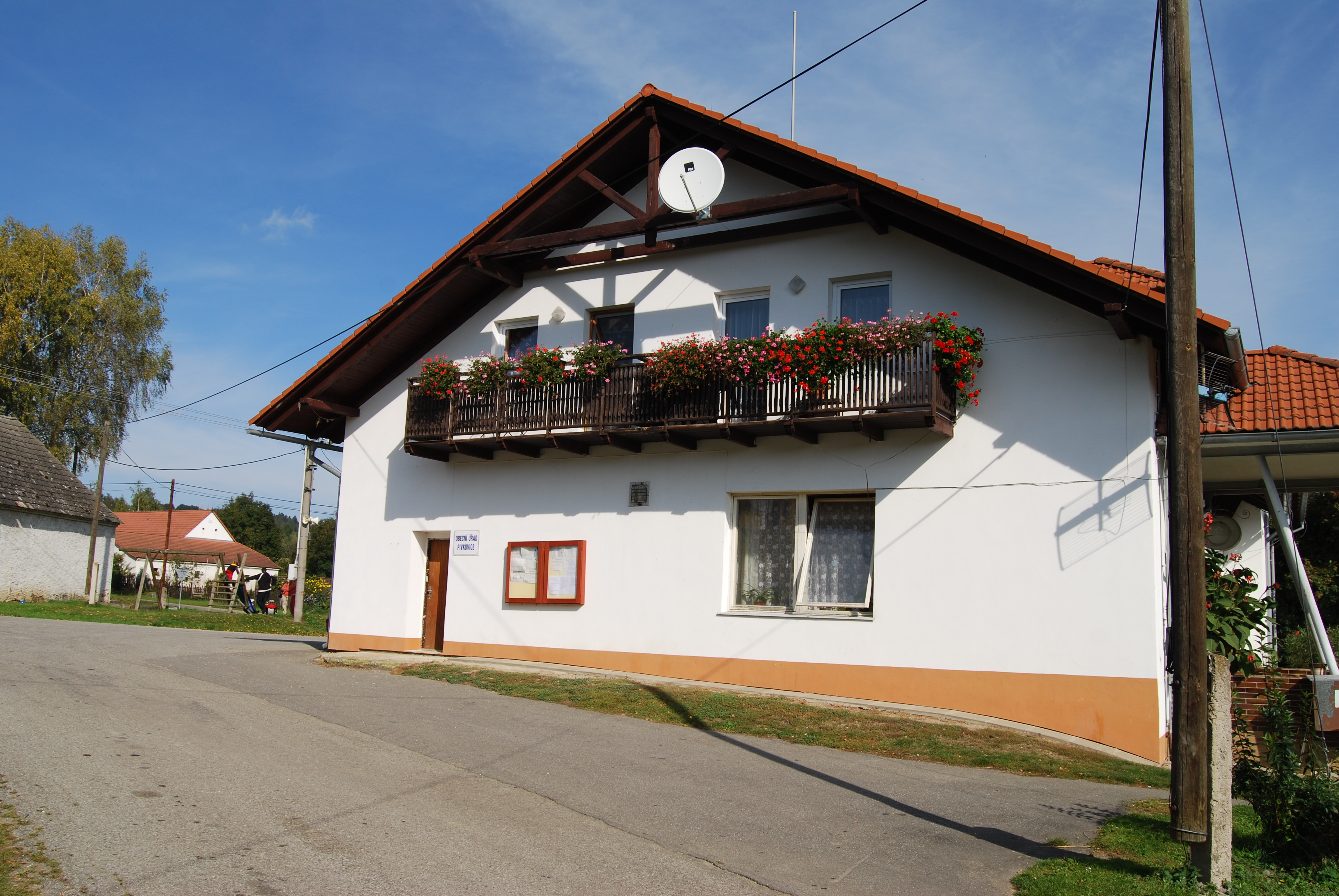
Pivkovice

## Popis trasy
| km   | Místo     | Popis                                                                  |
| ---- | --------- | ---------------------------------------------------------------------- |
| 0,0  | Písek     | - Počátek II/140 výjezdem z I/20 na kruh.objezdu u nádraží             |
| 0,5  | Písek     | - Chráněný železniční přejezd - 5 kolejí                               |
| 1,2  |           | - Vpravo odbočka na III/1403 směr Zátaví                               |
| 4,3  | Putim     | - Vlevo odbočka do obce                                                |
| 4,8  |           | - Most přes řeku Blanici                                               |
| 7,4  | Ražice    | - Nechráněný železniční přejezd                                        |
| 7,6  | Ražice    | - Vlevo odbočka na III/1404 směr Heřmaň                                |
| 7,8  | Ražice    | - Vpravo odbočka na III/1406 směr Sudoměř                              |
| 9,8  | Štětice   | - Průjezd obcí                                                         |
| 13,1 | Drahonice | - Vpravo odbočka na III/14010 směr Mladějovice                         |
| 13,3 | Drahonice | - Napojení na I/22, cca 100 m společně na jih, II/140 pokračuje vpravo |
| 14,8 |           | - Vpravo odbočka na III/14011 směr na Netonice                         |
| 15,9 | Pivkovice | - Vpravo odbočka na III/14012 směr Chrást                              |
| 18,6 | Bílsko    | - Vpravo odbočka na III/14013 směr Měkynec                             |
| 20,4 | Budyně    | - Průjez obcí                                                          |
| 22,6 | Bavorov   | - Konec II/140 napojením na II/141                                     |

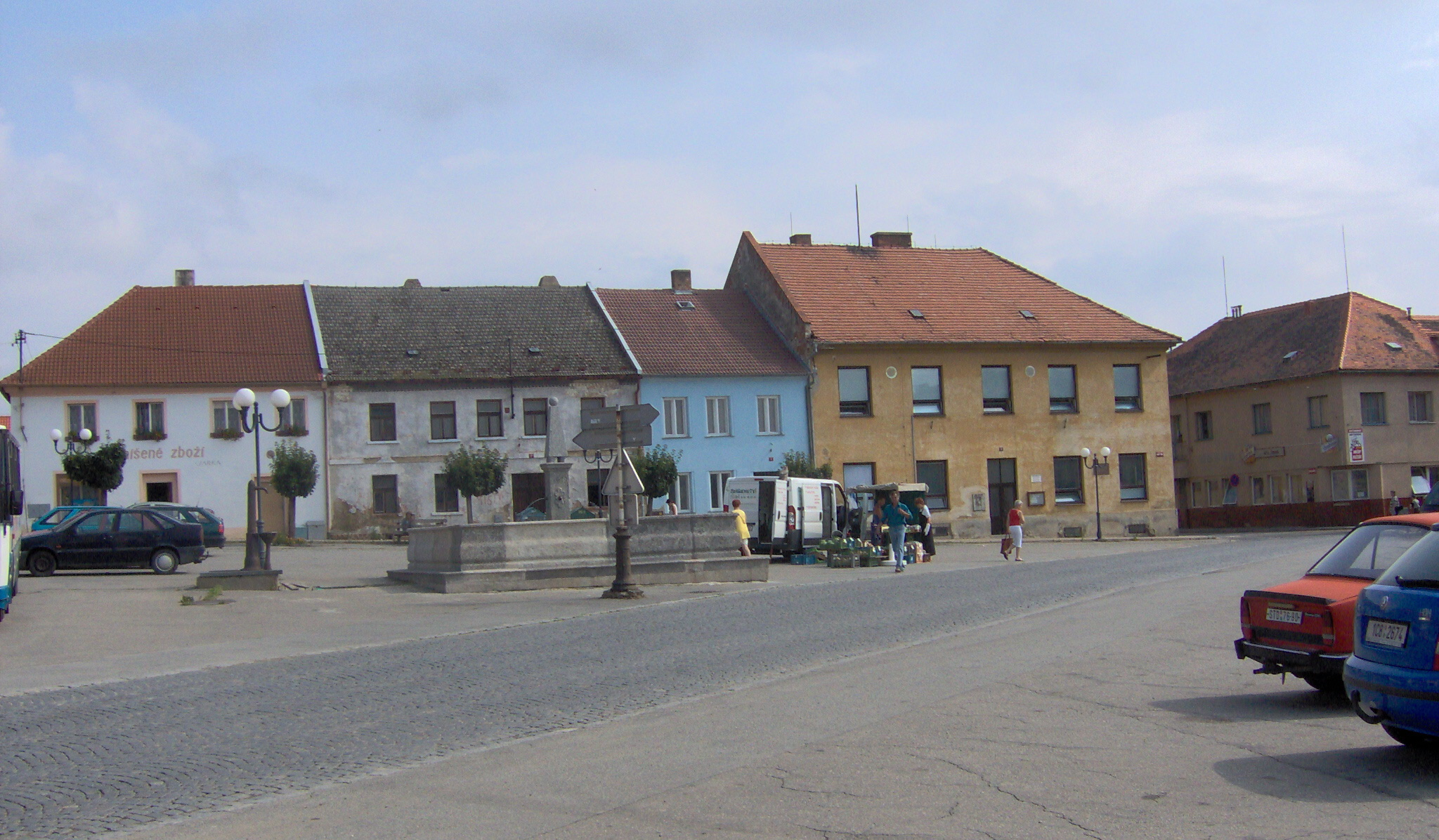
Bavorov

V tabulce uvedené vzdálenosti jsou přibližné.